# Vaccinium foetidissimum
Vaccinium foetidissimum är en ljungväxtart som beskrevs av H. Lév. och Eugène Vaniot. Vaccinium foetidissimum ingår i Blåbärssläktet, och familjen ljungväxter. Inga underarter finns listade i Catalogue of Life.